# Шкурлатов, Виталий Владимирович
Виталий Владимирович Шкурлатов (род. 25 мая 1979 года) — российский легкоатлет, специализирующийся в прыжках в длину.
Бронзовый призёр чемпионата мира в помещении 2004 года. Участник летних Олимпийских игр 2004 года. Десятикратный чемпион России (4 раза на стадионе — 2003, 2004, 2005, 2009), 6 раз в помещении — 2000, 2002, 2004, 2005, 2007, 2008). Мастер спорта России международного класса. Заслуженный мастер спорта России.

## Биография
Виталий Владимирович Шкурлатов родился 25 мая 1979 года в Волгограде. Окончил училище Олимпийского резерва, а затем Волгоградскую государственную академию физической культуры.
В 15 лет начал заниматься спринтом и прыжками в длину. Первым тренером была его мать — Галина Шкурлатова.
Затем тренировался у Евгения Грачева.
Выступал за волгоградский клуб Российской Армии. С 2000 года входил в состав сборной команды России по лёгкой атлетике.
В 2004 году принимал участие в летних Олимпийских играх в Афинах, где занял 9 место.

## Основные результаты

### Международные
| Год  | Соревнования                      | Место проведения          | Место  | Результат |
| ---- | --------------------------------- | ------------------------- | ------ | --------- |
| 1997 | Чемпионат Европы среди юниоров    | Любляна, Словения         | 4      | 7,68 м    |
| 1998 | Чемпионат мира среди юниоров      | Анси, Франция             | 8      | 7,61 м    |
| 1999 | Чемпионат Европы среди молодёжи   | Гётеборг, Швеция          | 2      | 8,02 м    |
| 2000 | Чемпионат Европы в помещении      | Гент, Бельгия             | 3      | 8,10 м    |
| 2001 | Чемпионат мира в помещении        | Лиссабон, Португалия      | 8      | 7,80 м    |
| 2001 | Чемпионат мира                    | Эдмонтон, Канада          | 12     | 7,61 м    |
| 2002 | Чемпионат Европы в помещении      | Вена, Австрия             | 7      | 7,95 м    |
| 2003 | Чемпионат мира                    | Париж, Франция            | 18 (q) | 7,85 м    |
| 2004 | Чемпионат мира в помещении        | Будапешт, Венгрия         | 3      | 8,28 м    |
| 2004 | Олимпийские игры                  | Афины, Греция             | 9      | 8,04 м    |
| 2004 | Всемирный легкоатлетический финал | Монте-Карло, Монако       | 8      | 7,60 м    |
| 2005 | Чемпионат Европы в помещении      | Мадрид, Испания           | 12 (q) | 7,83 м    |
| 2005 | Чемпионат мира                    | Хельсинки, Финляндия      | 10     | 7,88 м    |
| 2006 | Чемпионат мира в помещении        | Москва, Россия            | 7 (q)  | 7,54 м    |
| 2007 | Чемпионат Европы в помещении      | Бирмингем, Великобритания | —      | NM        |

### Национальные
| Год  | Соревнования                 | Место проведения | Место | Результат |
| ---- | ---------------------------- | ---------------- | ----- | --------- |
| 2000 | Чемпионат России в помещении | Волгоград        | 1     | 8,15 м    |
| 2001 | Чемпионат России в помещении | Москва           | 3     | 8,05 м    |
| 2001 | Чемпионат России             | Тула             | 2     | 8,11 м    |
| 2002 | Чемпионат России в помещении | Волгоград        | 1     | 8,08 м    |
| 2003 | Чемпионат России в помещении | Москва           | 2     | 8,00 м    |
| 2003 | Чемпионат России             | Тула             | 1     | 8,23 м    |
| 2004 | Чемпионат России в помещении | Москва           | 1     | 8,14 м    |
| 2004 | Чемпионат России             | Тула             | 1     | 8,19 м    |
| 2005 | Чемпионат России в помещении | Волгоград        | 1     | 7,97 м    |
| 2005 | Чемпионат России             | Тула             | 1     | 8,07 м    |
| 2006 | Чемпионат России             | Тула             | 3     | 8,12 м    |
| 2007 | Чемпионат России в помещении | Волгоград        | 1     | 7,89 м    |
| 2008 | Чемпионат России в помещении | Москва           | 1     | 7,83 м    |
| 2009 | Чемпионат России             | Чебоксары        | 1     | 7,92 м    |